# Статически определимая система
Геометрически неизменяемая система называется статически определимой, если число неизвестных сил (внешних опорных реакций или внутренних усилий) соответствует числу уравнений статики. Количество степеней свободы такой системы равно нулю. Величины опорных реакций и внутренних усилий по принципу механического равновесия можно определить из величин внешних нагрузок.
Все другие геометрически неизменяемые системы называются статически неопределимыми, а геометрически изменяемые системы называются механизмами.
Для расчёта всех статически определимых систем достаточно составления уравнений равновесия и их решения.
Для плоских задач есть три условия равновесия. Сумма всех вертикальных сил, всех горизонтальных сил и всех моментов должна быть равна нулю. Σ V=0, Σ H=0, Σ M=0.
Для пространственных задач есть шесть условий. Σ X=0, Σ Y=0, Σ Z=0, Σ Mx=0, Σ My=0, Σ Mz=0.
Осадка опор, температурные воздействия и неточности сборки в статически определимых системах не влияют на распределение и величину усилий.

## Пример

Фиктивный пример

В примере справа есть 4 неизвестных реакции: VA, VB, VC и HA.
Система уравнений для их определения:
Сумма всех вертикальных сил равна 0. Σ V = 0:
VA − Fv + VB + VC = 0
Сумма всех горизонтальных сил равна 0. Σ H = 0:
HA − Fh = 0
Сумма всех моментов равна 0. Σ MA = 0:
Fv · a − VB · (a + b) — VC · (a + b + c) = 0.
Поскольку неизвестных четыре (VA, VB, VC и HA) а уравнения только три, невозможно определить величину всех опорных реакций. Система следовательно статически неопределимая. Такие системы рассчитываются методами сопротивления материалов и строительной механики. Известно, например, уравнение трех моментов.
Если убрать опору B, то реакция VB исчезнет, и система становится статически определимой.
{\displaystyle H_{A}=F_{h}},
{\displaystyle V_{C}={\frac {F_{v}\cdot a}{a+b+c}}},
{\displaystyle V_{A}=F_{v}-V_{C}}.

## Примеры простых статически определимых систем
- Консольная балка
- Балка на двух опорах

## Примеры простых статически неопределимых систем
- Многопролётная балка